# 弗罗贝维尔
弗罗贝维尔（法語：Froberville，法語發音：[fʁɔbɛʁvil]）是法国滨海塞纳省的一个市镇，属于勒阿弗尔区。

## 地理
弗罗贝维尔（49°43'19"N, 0°19'53"E）面积5.88 平方千米，位于法国诺曼底大区滨海塞纳省，该省份为法国北部沿海省份，其西部及北部濒大西洋英吉利海峡，东起顺时针与索姆省、瓦兹省、厄尔省和卡爾瓦多斯省接壤。
与弗罗贝维尔接壤的市镇（或旧市镇、城区）包括：埃普勒维尔、莱洛日、马尼凯维尔、圣莱奥纳尔。
弗罗贝维尔的时区为UTC+01:00、UTC+02:00（夏令时）。

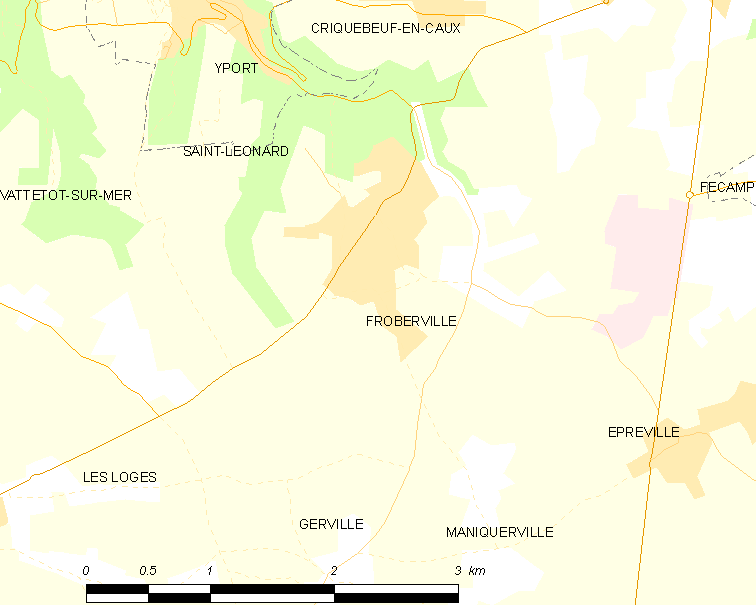
弗罗贝维尔的OSM定位图

## 行政
弗罗贝维尔的邮政编码为76400，INSEE市镇编码为76291。

## 政治
弗罗贝维尔所属的省级选区为费康县。

## 人口

1962-2008年间弗罗贝维尔人口变化图示

弗罗贝维尔于2022年1月1日时的人口数量为1157人。